# Novalis Verlag
Der Novalis Verlag ist ein deutscher Sachbuchverlag mit Sitz in Köln. Der Verlag gibt besonders philosophische und geisteswissenschaftliche Literatur heraus.

## Verlagsgeschichte
Ende 1943 gründeten in Freiburg im Breisgau F. Herbert Hillringhaus und Friedrich Wenzel eine Buchhandlung, welche astrologische und anthroposophische Literatur vertrieb. Nachdem am 9. Juni 1944 die Freiburger Gestapo einen Großteil der astrologischen Literatur beschlagnahmt und die Gründer verhört hatte, benannten die beiden Gründer die Firma in „Novalis“ Verlag um. Nach der Besetzung Freiburgs durch die Franzosen konnte der Novalis Verlag seine Arbeit fortsetzen und druckte hauptsächlich, mit Einverständnis von Marie Steiner, die philosophischen Schriften Rudolf Steiners und seine pädagogischen Vorträge. Nachdem sämtliche Schriften von Rudolf Steiner gedruckt worden waren, verblieb dem Verlag keine Aufgabe mehr. Er wurde an den Walter Verlag in Olten verkauft.
1972 gründeten F. Herbert Hillringhaus, einer der beiden ursprünglichen Gründer, sowie Carl Oechslin und Max U. Rapold den Pestalozzi-Verlag in Schaffhausen, welcher ein Jahr später, nachdem Max U. Rapold vom Walter Verlag den Namen erworben hatte, in „Novalis Verlag“ umbenannt wurde. Der in der Schweiz neu gegründete Verlag sollte hauptsächlich pädagogische Schriften und geisteswissenschaftliche Literatur publizieren. 1973 verfügte der deutsch-schweizerische Philosoph Jean Gebser, dass sein Gesamtwerk im Verlag erscheinen sollte, was postum in mehreren Auflagen geschah. Im Jahr 1997 gründete der Leiter des Novalis Verlages Peter Gmünder, den eigenen Oratio Verlag, der den Hauptteil der anthroposophischen Titel des Novalis Verlages übernahm. Sein Nachfolger Michael Frensch baute seit 1998 den Novalis Verlag neu auf. Der Verlag widmete sich unter anderem Literatur, die sich mit der Konstitution der Schweiz befasste. Um die Jahrtausendwende gab der Verlag zwölf Editionen und Reihen heraus. Die Zeitschrift Novalis musste 2004 eingestellt werden. 2013 vergab der Nachlassverwalter des Philosophen Gebsers die Druckrechte an dessen Werken an den Chronos Verlag in Zürich. Anfang 2010 zog der Novalis Verlag, der bis dahin als eine Schweizer AG firmierte, nach Quern-Neukirchen an der Flensburger Förde um und wurde dabei in eine GbR nach deutschem Recht umgewandelt. Der Verlag wurde bis 2022 durch Michael Frensch und Eva Frensch vertreten. Ab 2022 wird der Verlagssitz nach Köln verlegt, und der Verlag wird unter neuer Leitung weitergeführt.